# Erika Christensen
Erika Jane Christensen (Seattle, Washington, 19 de agosto de 1982) es una actriz estadounidense, destacada por sus apariciones en diversas películas incluyendo Traffic (2000), Swimfan (2002) y The Perfect Score (2004), entre otras muchas. También ha coprotagonizado el drama televisivo Six Degrees, de la cadena ABC.

## Filmografía

### Cine y televisión
| Año  | Título                                | Rol                    | Notas                                         |  |
| ---- | ------------------------------------- | ---------------------- | --------------------------------------------- |  |
| 1997 | Leave It to Beaver                    | Karen                  |                                               |  |
| 1999 | Can of Worms                          | Kaetlyn                |                                               |  |
| 1999 | Thanks                                | Abigail Winthrop       | Serie de televisión                           |  |
| 2000 | Traffic                               | Caroline Wakefield     |                                               |  |
| 2001 | That '70s Show                        | Stacey                 | Serie de televisión                           |  |
| 2002 | Home Room                             | Deanna Cartwright      |                                               |  |
| 2002 | Swimfan                               | Madison Bell           |                                               |  |
| 2002 | The Banger Sisters                    | Hannah Kingsley        |                                               |  |
| 2003 | Wuthering Heights                     | Cate                   | Película para televisión                      |  |
| 2004 | The Perfect Score                     | Anna Ross              |                                               |  |
| 2004 | Riding the Bullet                     | Jessica Hadley         |                                               |  |
| 2005 | The Upside of Anger                   | Andy Wolfmeyer         |                                               |  |
| 2005 | The Sisters                           | Irene Prior            |                                               |  |
| 2005 | Flightplan                            | Fiona                  |                                               |  |
| 2005 | Statler and Waldorf: From the Balcony | Ella misma             | Aparición como invitada en el octavo episodio |  |
| 2006 | Six Degrees                           | Mae                    | Serie de televisión                           |  |
| 2007 | Gardener of Eden                      | Mona                   |                                               |  |
| 2007 | How to Rob a Bank                     | Jessica                |                                               |  |
| 2008 | Law & Order: SVU                      | Lauren Cooper          | Serie de televisión                           |  |
| 2009 | Veronika Decides to Die               | Claire                 |                                               |  |
| 2009 | Miénteme                              | Trisha Howell          | Serie de televisión                           |  |
| 2009 | Mercy                                 | Dana                   |                                               |  |
| 2010 | The Tortured                          | Elise                  |                                               |  |
| 2010 | Parenthood                            | Julia Braverman-Graham | Serie de televisión                           |  |
| 2016 | Anything for Love                     | Katherine              | Película para televisión                      |  |
| 2017 | The Case for Christ                   | Leslie Strobel         |                                               |  |
| 2022 | Kimi                                  | Samantha Gerrity       |                                               |  |
| 2023 | Will Trent                            | Angie Polaski          | Serie de televisión                           |  |